# مصحح صفري

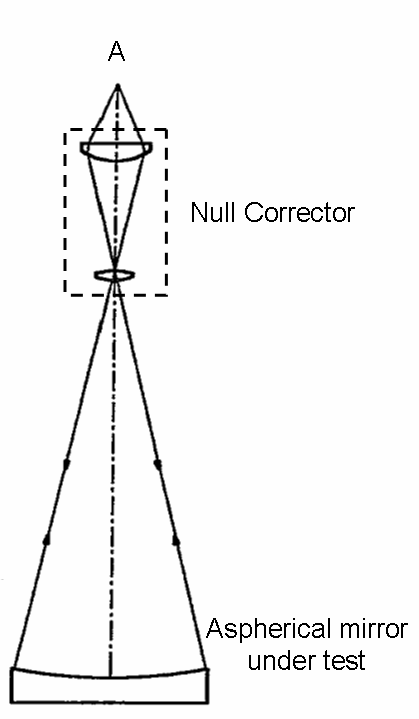
المصحح الصفري وهو موضوع في الأعلى لاختبار كفاءة مرآة شبه كرويّة بأسفله

مصحِّح صفري (بالإنجليزية: Null corrector)‏ هو جهاز بصري يستخدم في اختبار جودة المرايا الشبه كروية الكبيرة. أي حجم من المرايا الكروية يكون قياس دقتها بسهولة باستخدام هذا الجهاز مثل المرآة، مقسم الأشعة، الليزر والعدسات المتقاربة.